# Сопарник
Сопарник (хорв. Soparnik) — хорватский пикантный пирог с начинкой из швейцарского мангольда. Другие названия — soparnjak, zeljanik или uljenjak. Это самое известное блюдо далматского региона Полица, между Сплитом и Омишем. Изначально это блюдо готовили в холодное время года, когда был доступен более старый и сладкий мангольд.
Это очень простое блюдо, приготовленное из обычных местных ингредиентов: мангольда с луком и петрушкой между двумя слоями простейшего теста. Среди многочисленных местных вариантов есть и сладкие, например, с орехами, сухофруктами или карамелью.
В 2016 году Европейская комиссия внесла сопарник в список нематериального национального наследия Хорватии, имеющего определённое географическое происхождение.

## История
Считается, что рецепт восходит к периоду Османской империи (XV—XIX века). В регионе считается, что это прототип итальянской пиццы, которую римляне привезли в Италию. Это блюд было широко распространено в качестве пищи для бедняков и постной пищи. Сегодня оно используется как культурный специалитет, все чаще продаётся на рынках и в ресторанах, а также на мероприятиях и фестивалях. С 2005 г. (2003 г.) в муниципалитете Дуги-Рат проводится специальный фестиваль сопарников. Существует также общество «Полицкие сопарники» (Udruga 'Poljički soparnik'). Министерство культуры Хорватии в сотрудничестве с сообществом объявило сопарник нематериальным культурным наследием Хорватии.

## Приготовление
Листья мангольда промывают водой и хорошо сушат, чтобы жидкое тесто не намокало. Для этого их можно разложить на ночь и добавить немного муки. Мангольд может быть очищен от стеблей и нарезан полосками. Затем смешивают нарезанный лук, петрушку, оливковое масло и соль.
Тесто готовится из муки, соли, оливкового масла и воды по мере необходимости. Его делят на две равные части и на время ставят на покой. Первую часть раскатывают очень тонким слоем (от 2 до 3 миллиметров) в форме круга. Его равномерно покрывают начинкой, за исключением небольшого запаса с краю. Сверху накрывают вторым листом теста и защипывают края. Традиционно сопарник запекают на хорошо разогретой поверхности называемой komin, и сверху присыпают углями. Когда верхний слой набухнет от пара кипящей начинки, его нужно проткнуть несколько раз. Пирог необходимо выпекать примерно 15-20 минут (в духовке при 200 °C), пока начинка не закипит, а каминная кочерга не издаст шорох при потирании верха (или тесто не станет коричневым). После этого его вынимают, подметают от углей и снова переворачивают. После остывания пирог намазывают оливковым маслом и присыпают мелко нарезанным чесноком. Для подачи на стол сопарник обычно разрезают на кусочки ромбовидной формы